# Riversleigh
Riversleigh – stanowisko ze skamieniałościami znajdujące się w północno-zachodniej części stanu Queensland, w Australii. Osady w obrębie stanowiska obejmują utwory oligocenu i miocenu oraz młodsze, aż po holocen. Obszar znajduje się w zlewni Gregory River. Skamieniałości odnotowano na tym obszarze po raz pierwszy w 1901 roku.
W 1994 roku stanowisko Riversleigh, wraz z Naracoorte, wpisane zostało na listę światowego dziedzictwa UNESCO (nr identyfikacyjny: 698), podczas 18. sesji Komitetu Światowego Dziedzictwa w Phuket (Tajlandia), jako Australian Fossil Mammal Sites (Riversleigh/Naracoorte) w oparciu o kryteria (i) i (ii).

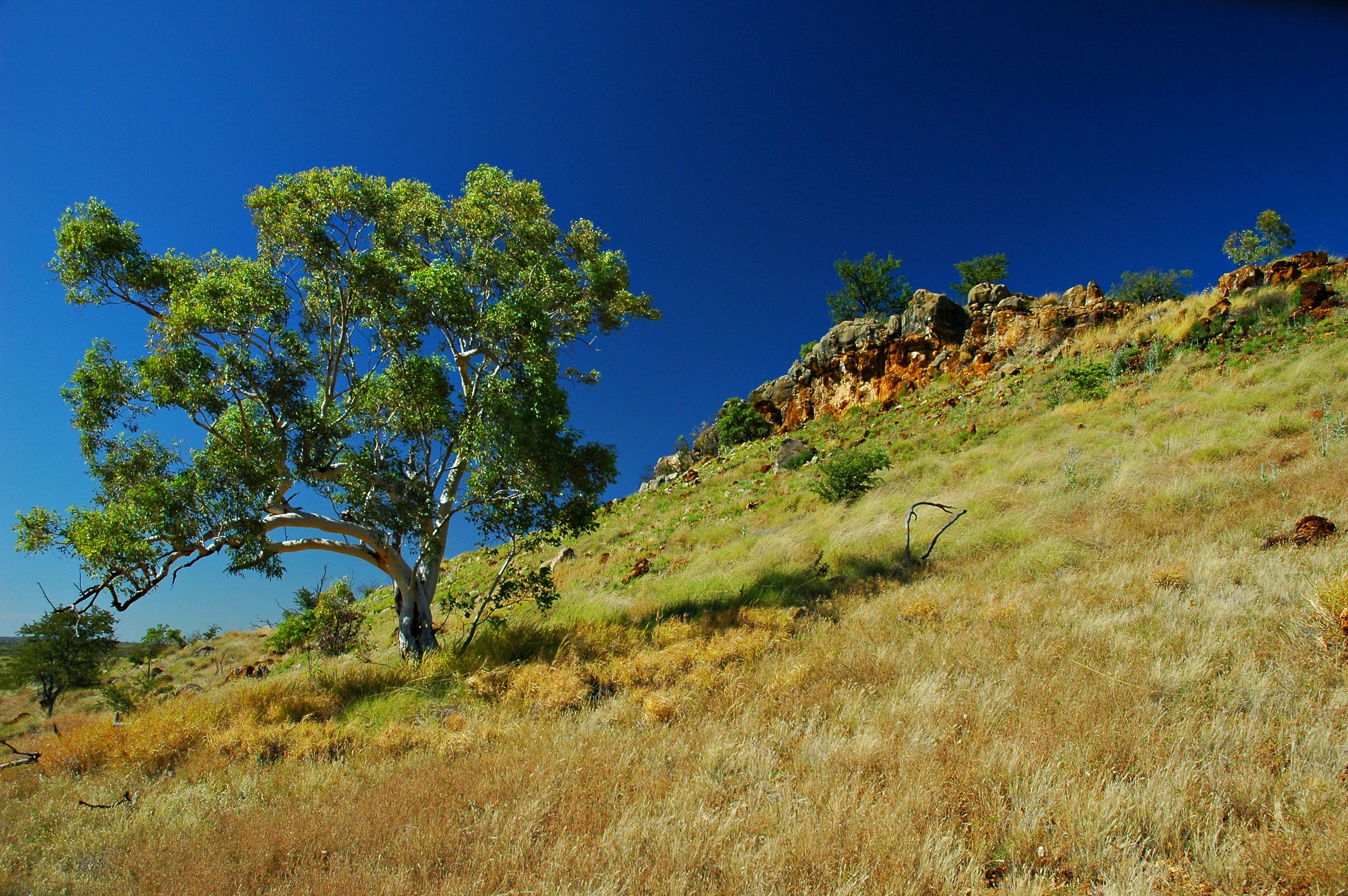
Przedstawiona na zdjęciu okolica była jednym z pierwszych miejsc, gdzie skamieliny ssaków zostały odkryte; jest to jedyna ogólnodostępna lokalizacja Riversleigh (2011)

Riversleigh to jedno z najbardziej zasobnych na świecie miejsc ze skamieniałościami ssaków oligocenu i miocenu. W osadach wapiennych z czasów obu tych epok, ale też z pliocenu, plejstocenu i holocenu występowało wiele unikalnych ssaków kopalnych, a także setki innych kopalnych kręgowców.
Stanowisko bogate jest w wyjątkowe przykłady ssaków od schyłku paleogenu po neogen; na kontynencie, gdzie ewolucja ssaków była najbardziej wyodrębniona i wyróżniająca się na świecie.